# Anne Holm
 Der er flere personer med dette navn, se Anne Holm (triatlet).
Annelise Jørgensen (pseudonym: Anne Holm) (født 10. september 1922, død 27. december 1998) var en dansk forfatter. Hun debuterede under navnet Annelise Jørgensen med digtsamlingen "Ene" i 1943, Carit Andersens Forlag. Hun har også skrevet under pseudonymet Adrien de Chandelle.
I 50'erne udgav Anne Holm en række familiesaga-bøger.
Anne Holms mest kendte bog er "David", der udkom i 1963 på Gyldendal og som samme år fik tildelt Den Nordiske Børnebogspris.
Anmelder Anne Mette Glistrup (Politiken) skrev bl.a. på bagsiden af bogen (2. oplag, 1965):
"David er en bog, man kunne ønske læst af alle danske børn mellem 11 og 14 år. Dens tema er dette: Friheden, kærligheden og det daglige brød er ikke en selvfølge."
Bogen blev filmatiseret i 2003 ("I am David") med støtte fra FN's Flygtningehøjkommisariat UNHCR. Medvirkende skuespillere er bl.a. Ben Tibber, Jim Caviezel, Maria Bonnevie og Joan Plowright.
I 1965 udgav Anne Holm "Peter" på Gyldendal. Det er en bog om en drengs rejse i tid og rum, hvor han bl.a. lærer om venskab og tidernes forbundethed.
I 1967 udgav Anne Holm "Adam og de voksne" på Gyldendal. En bog, der handler om en ung mands søgen efter identitet.
Senere har Anne Holm udgivet "The Hostage" (handler om en søn af en dansk statsminister, der bliver kidnappet af en aktivist, der ønsker Danmark ud af NATO) og "The Sky Grew Red" (handler om en dansk pige og en engelsk dreng, der møder hinanden under Napoleonskrigene og som søger at forhindre, at Danmark kommer i krig). Anne Holm har fået flere af sine bøger oversat, bl.a. til engelsk. Bogen "David" hedder på engelsk "North to freedom".